# Kiss of Death (canción)
«Kiss of Death»  es una canción de la cantante japonesa Mika Nakashima, lanzado como sencillo por Sony Music Associated Records el 7 de marzo de 2018. Fue escrito y producido por Hyde de L'Arc~en~Ciel. La canción marca la primera colaboración entre Nakashima y Hyde en trece años, desde "Glamorous Sky".  "Kiss of Death" es el tema de apertura de la serie de anime Tokyo MX Darling in the Franxx. La canción principal se lanzó digitalmente por adelantado después de su estreno en el segundo episodio de la serie, el 20 de enero de 2018.

## Rendimiento gráfico
Tras ser lanzado digitalmente, "Kiss of Death" se ubicó en el número 12 en la lista semanal de sencillos de RecoChoku y en el número 6 en la lista semanal de singles de Mora. También debutó en varias listas de Billboard Japón: en el número 81 en Hot 100, en el número 19 en Hot Animation y en el número 23 en Download Songs. "Kiss of Death" entró en la lista semanal de sencillos digitales de Oricon en el número 22, vendiendo 5.000 copias en su primera semana de listas. La canción se mantuvo en el número 22 la semana siguiente, elevando su cifra total de ventas digitales reportadas a 10,000 copias.
El lanzamiento físico de "Kiss of Death" entró en la lista de sencillos de Oricon en el número 16. Al día siguiente, alcanzó el número 9. El sencillo debutó en el puesto 17 en la lista semanal de álbumes de Oricon, con 7.000 copias vendidas en su primera semana.

## Lista de canciones
Edición normal
| N.º | Título                                           | Arranger(s) | Duración |  |
| 1.  | «Kiss of Death»                                  | Hyde        | 4:09     |  |
| 2.  | «Glamorous Sky» (Re:Present 2018)                | Hyde        | 4:29     |  |
| 3.  | «Kiss of Death» (Instrumental)                   | Hyde        | 4:09     |  |
| 4.  | «Glamorous Sky» (Re:Present 2018) (Instrumental) | Hyde        | 4:26     |  |

| Limited anime edition 'A' |                                   |             |          |  |
| N.º                       | Título                            | Arranger(s) | Duración |  |
| 1.                        | «Kiss of Death»                   | Hyde        | 4:09     |  |
| 2.                        | «Glamorous Sky» (Re:Present 2018) | Hyde        | 4:29     |  |
| 3.                        | «Kiss of Death» (TV Size)         | Hyde        | 1:32     |  |
| 4.                        | «Kiss of Death» (Instrumental)    | Hyde        | 4:08     |  |

## Posicionamiento en lista
| Lista (2018)                          | Posiciones |
| ------------------------------------- | ---------- |
| Japan Daily Singles (Oricon)          | 9          |
| Japan Weekly Singles (Oricon)         | 17         |
| Japan Weekly Digital Singles (Oricon) | 22         |
| Japan Hot 100 (Billboard)             | 27         |
| Japan Hot Animation (Billboard)       | 7          |
| Japan Download Songs (Billboard)      | 23         |
| Japan Weekly Singles (Mora)           | 6          |
| Japan Weekly Singles (RecoChoku)      | 12         |